# Richard Holm (regissör)
Per Rickard Holm, född 1 april 1967 i Västerleds församling i Stockholm, är en svensk manusförfattare, filmregissör och filmproducent.

## Regi
- 1987 – The Resurrection of Michael Myers (Kortfilm)
- 2000 – Sex, lögner & videovåld (Kortfilm)
- 2009 – Johan Falk – Leo Gaut
- 2011 – Irene Huss - Det lömska nätet
- 2011 – Den som vakar i mörkret (film)
- 2011 – Gränsen
- 2012 – Johan Falk: Organizatsija Karayan
- 2012 – Johan Falk: Barninfiltratören
- 2013 – Fjällbackamorden: Vänner för livet
- 2015 – Johan Falk: Ur askan i elden
- 2015 – Johan Falk: Lockdown
- 2015 – Johan Falk: Slutet
- 2015–2019 – Gåsmamman (TV-serie)
- 2019 – Heder (TV-serie)
- 2020–2022 – Maskineriet (TV-serie)
- 2023 – Avgrunden
- 2025 – Vi dör i natt

## Manus
- 1987 – The Resurrection of Michael Myers (Kortfilm)
- 2000 – Sex, lögner & videovåld (Kortfilm)
- 2015 – Johan Falk: Tyst diplomati
- 2015 – Johan Falk: Lockdown

## Producent
- 2000 – Sex, lögner & videovåld (Kortfilm)

## Även delaktig som
- 1996 – Kalle Blomkvist - mästerdetektiven lever farligt (Inspelningsledare, produktionsledare)
- 1997 – Evil Ed (Övrig medarbetare)
- 1997 – Svensson Svensson - filmen (Regiassistent)
- 2001 – Beck - mannen utan ansikte (Regiassistent)
- 2006 – Van Veeteren – Moreno och tystnaden (Regi, andrateam)
- 2006 – Beck - flickan i jordkällaren (FAD (First Assistant Director))
- 2006 – Beck – Skarpt läge (Regiassistent)
- 2007 – Beck - Den svaga länken (Regiassistent)
- 2009 – Johan Falk – Leo Gaut (Stunt)